# Велика ілюзія (фільм)
«Велика ілюзія» (фр. La grande illusion) — французька військова драма 1937 року, поставлена режисером Жаном Ренуаром. Назва походить від книги 1910 року британського економіста Ральфа Нормана Енджелла, який вважав, що спільні економічні інтереси європейських націй роблять війну безглуздою.
У 1939 році фільм був номінований на здобуття премії «Оскар» за найкращий фільм, але нагороди не отримав.
У 1995 році, до сторічного ювілею кінематографу, Папська Рада з масових комунікацій у Ватикані склала список з 45 «найвидатніших фільмів» усіх часів, до якого, в категорії «Мистецтво», включено і фільм «Велика ілюзія». 2010 року впливовий часопис Empire включив «Велику ілюзію» до рейтингу 100 найкращих фільмів світового кінематографа, де він посів 35-ту позицію.

## Сюжет
1916 рік. Перша світова війна, німецький фронт. Після збиття 12-го літака німецький пілот родовитий аристократ фон Рауффенштайн (Еріх фон Штрогейм) запрошує до себе за стіл двох французів, що були на збитому ним літаку: пілота капітана Марешаля (Жан Габен) і штабного капітана де Буальдьє (П'єр Френе) з аристократичного роду. Французів відправляють до табору для військовополонених у німецькому тилу, де вони потрапляють в одну камеру з актором-євреєм мюзик-холу Розенталем, сином банкіра і власником швейного ательє. Батьки шлють Розенталеві передачі з харчами, які той ділить із товаришами. Незабаром новоприбулі дізнаються, що їхні сусіди по камері риють підкоп для втечі.
Військовополонені ставлять у таборі аматорську виставу. Актор грає головну роль в оточенні солдатів, переодягнутих танцівницями. Марешаль підіймається на сцену, щоб оголосити про звільнення французами Дуамона, після чого полонені хором співають «Марсельєзу». Марешаля замикають у карцер; самотність діє йому на нерви. Вийшовши з карцеру, він повертається до камери. Тунель майже закінчений, але в цей момент усіх офіцерів переводять до іншого табору.
Марешаль і де Буальдьє потрапляють до старовинної фортеці XIII століття, комендантом якої призначений фон Рауффенштайн. Після важкого поранення він може служити батьківщині лише на принизливій посаді наглядача. Він влаштовує своїм підопічним екскурсію по новому місці їхнього ув'язнення, особливо підкреслюючи, що втекти з цього замку неможливо. Проте непередбачений випадок наводить капітана Буальдьє на думку про втечу, планом якої він ділиться з Марешалем і Розенталем, який опинився у фортеці ще раніше за офіцерів. Полонені росіяни отримують від імператриці скриню з подарунками. Вони сподіваються знайти там їжу і випивку, проте в посилці немає нічого, окрім книг. У нестямі від люті, росіяни підпалюють скриню. Де Буальдьє помічає, що в метушні усі вартові покинули свої пости: ситуація якнайкраще підходить для втечі, але полонені не встигають нею скористатися, але домовляються створити іншу, схожу. Змовившись між собою, усі ув'язнені влаштовують імпровізований концерт на флейтах. Як і було передбачено, у них конфіскують інструменти, але концерт триває: в хід йдуть каструлі й усе, що потрапляє під руку. Надворі влаштовують пере́клик, до якого теж готувалися. З даху фортеці лунає самотнє соло на флейті у виконанні де Буальдьє, і вартові кидаються за ним у погоню. В цей час Марешалю і Розенталю вдається втекти завдяки мотузці. На свій превеликий жаль, оскільки між ними, аристократами, склалася щира дружба, Рауффенштайн вимушений стріляти в де Буальдьє. Він перепрошує француза за те, що попав йому в живіт, хоча цілився в ноги, а за кілька миттєвостей потому закриває померлому Буальдьє очі.
Два утікачі важко просуваються до швейцарського кордону. Розенталь вивихнув кісточку. Вони знаходять притулок у німецької селянки, що живе наодинці з маленькою донькою. Її чоловік і брати загинули на війні. Марешаль стає коханцем селянки. Коли настає пора йти геть, він обіцяє їй повернутися після війни, якщо залишиться живим. Німецький патруль обстрілює французів, але зупиняється, бачачи, що вони вже перейшли на швейцарську територію.

## У ролях

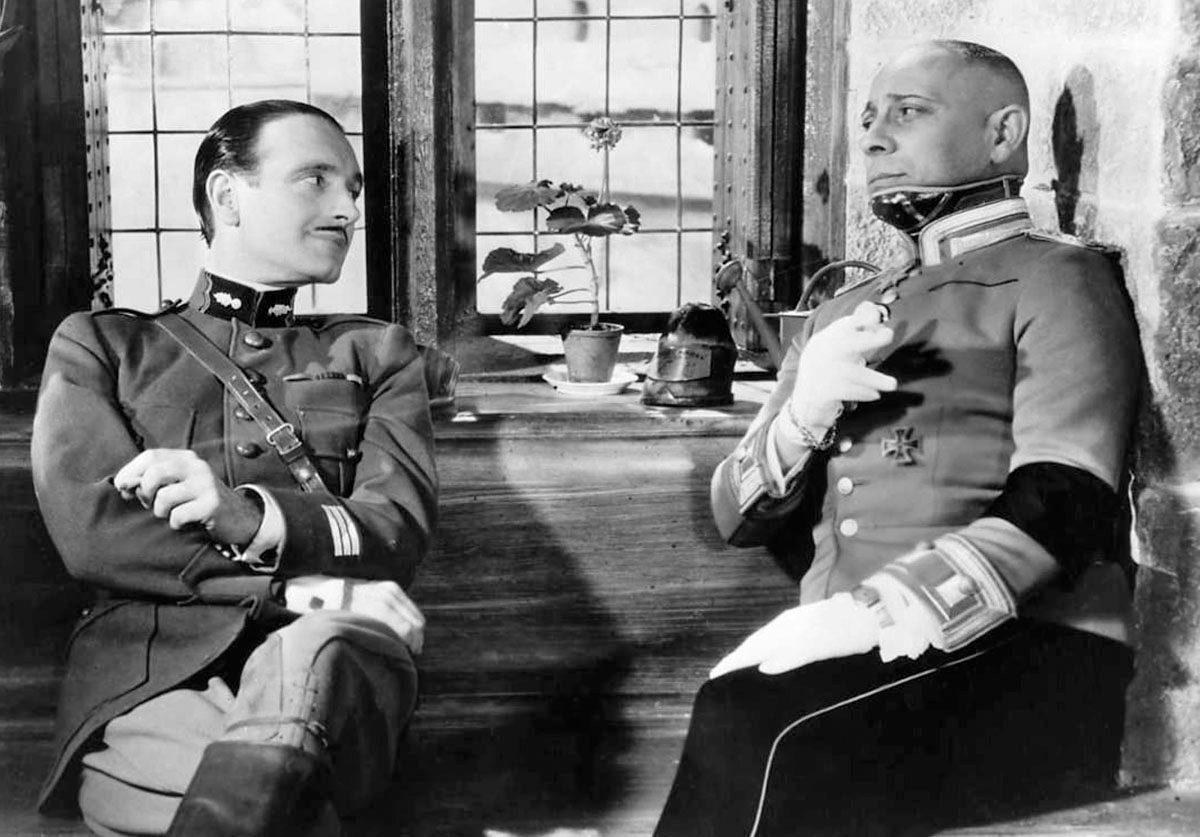
П'єр Френе та Еріх фон Штрогейм у фільмі

| Еріх фон Штрогейм | ···· | капітан фон Рауффенштайн |
| Жан Габен         | ···· | лейтенант Марешаль       |
| П'єр Френе        | ···· | капітан де Буальдьє      |
| Марсель Даліо     | ···· | лейтенант Розенталь      |
| Діта Парло        | ···· | Ельза                    |
| Жульєн Каретт     | ···· | Картьє                   |
| Сільвен Іткін     | ···· | лейтенант Демольде       |
| Гастон Модо       | ···· | інженер                  |
| Жан Дасте         | ···· | учитель                  |
| Жак Беккер        | ···· | англійський офіцер       |

## Історія створення

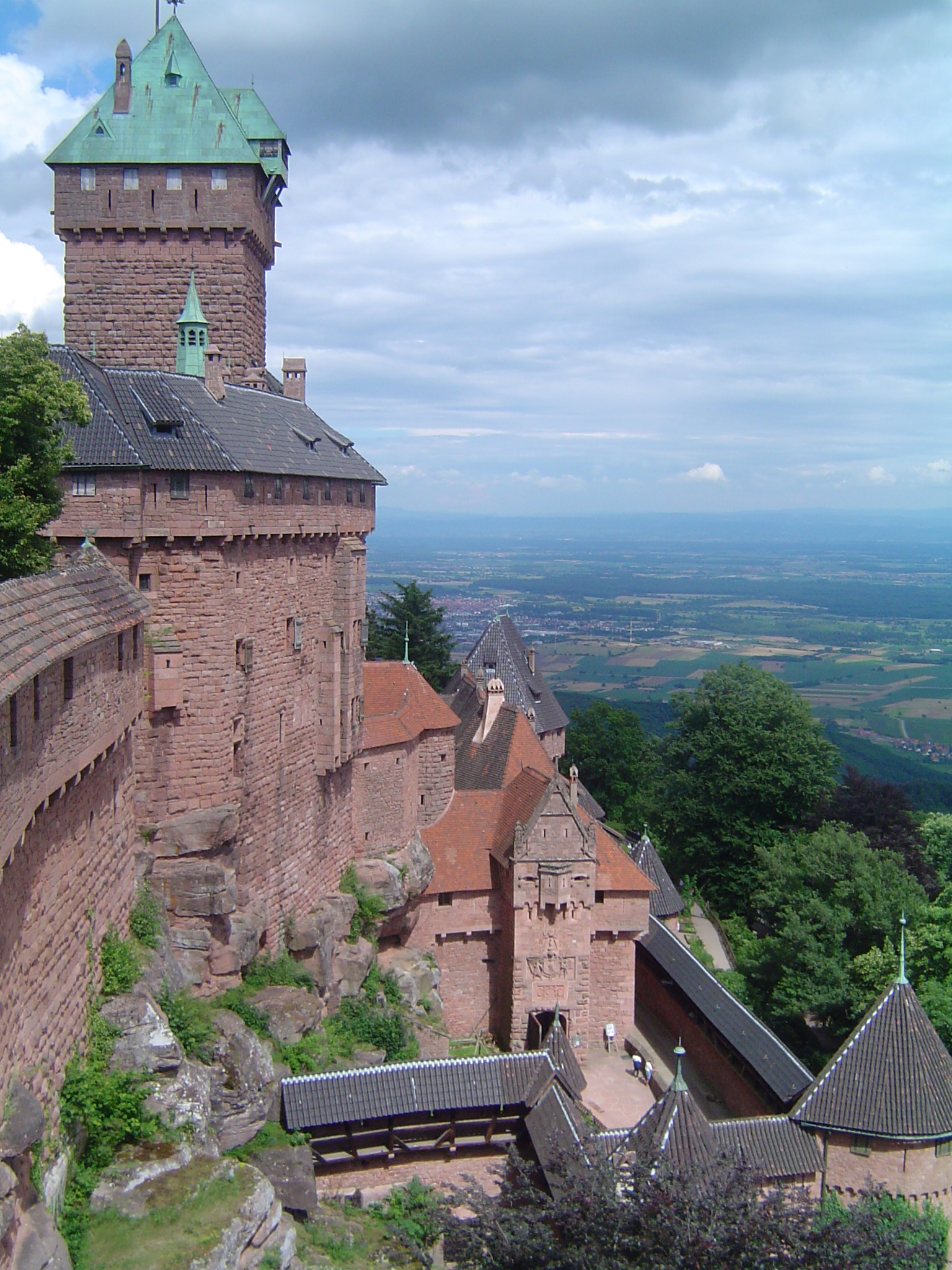
Замок Верхній Кенігсбург, де відбувалася частина подій у фільмі

Жан Ренуар у роки Першої світової війни, як і герої фільму, був військовим льотчиком і розділяв ілюзії багатьох представників свого покоління, які вважали, що іншої такої війни вже не може бути. Звернутися до спогадів молодості в середині 1930-х років його змусило наближення нової війни: нацистське керівництво Німеччини у той час вже не приховувало своїх реваншистських намірів. За свідченням самого Ренуара, три роки він даремно шукав підтримки для свого проєкту, і врешті-решт довелося представити «Велику ілюзію» як пригодницький фільм про втечу з полону. Але навіть ті спонсори, яких Ренуару вдалося знайти, не вірили в успіх фільму, що позначилося на його фінансуванні.
Коли 1936 року Ренуар розпочав нарешті працювати над «Великою ілюзією», на його рахунку було вже два десятки німих і звукових фільмів, у 1930-х роках він був одним з яскравих представників «поетичного реалізму»; але фільми його в цілому неоднозначно сприймалися як критикою, так і публікою. «Якщо „Велика ілюзія“ сподобалася відразу і всюди, — писав згодом Франсуа Трюффо, — то, передусім тому, що це єдиний фільм, де Ренуар трохи поступився поезією заради психології».
«Велика ілюзія» значно відрізнялася від пропагандистських фільмів воєнних і перших повоєнних років: у ній був відсутній образ ворога; Ренуар у своєму фільмі виходив з переконання, що класові відмінності розділяють людей більше, ніж національні; пізніше він писав: «Якщо французький селянин опиниться за столом з французьким фінансистом, цим двом французам буде нічого сказати один одному. Але якщо французький селянин зустріне китайського фермера, вони знайдуть, про що поговорити». Ця установка і визначає взаємовідносини героїв фільму.
Своїм успіхом «Велика ілюзія» не в останню чергу завдячує й чудовому акторському складу. Роль Рауффенштайна спочатку призначалася для театрального актора і режисера Луї Жуве, але, через інші зобов'язання, Жуве був вимушений відмовитися. В результаті Ренуар запросив свого улюбленого кінорежисера Еріха фон Штрогейма, який, через відсутність попиту в Голлівуді, опинився наприкінці 1936 року у Франції. Досвідчений режисер і сценарист спонукав Ренуара внести низку змін у сценарій; саме Штрогейм, як згодом з вдячністю згадував Ренуар, вніс у фільм елементи стилізації; для самого ж Штрогейма, як для актора, роль Рауффенштайна стала зірковою.

## Значення
Клод Бейлі
У фільмі немає жодної батальної сцени, гине лише один з героїв, та й то не на полі бою, проте «Велика ілюзія» досі вважається одним з найвидатніших антивоєнних фільмів.
Попри успіх у глядачів, журі Венеційського кінофестивалю 1937 року все ж не наважилося присудити фільму Гран-прі (хоча, за деякими даними, фільм сподобався Муссоліні) і винайшло для нього спеціальний утішливий приз — за найкращий акторський ансамбль.
Фільм заборонив міністр пропаганди Йозеф Геббельс, який назвав його «кінематографічним ворогом № 1» та наказав конфіскувати й знищити усі копії. Побоюючись негативного впливу на бойовий дух солдатів, у 1940 році французький уряд заборонив фільм «на час воєнних дій»; у жовтні заборону поновив німецький відділ пропаганди. У тому ж році німецькі війська увійшли до Франції, негатив і копії фільму було конфісковано.
Протягом багатьох років вважалося, що оригінальний негатив загинув у 1942 році під час авіанальоту союзницьких військ. Копії фільму знайшлися в 1958 році, і в 1960-их фільм знову вийшов на екрани. Пізніше з'ясувалося, що негатив було відправлено назад до Берліна на зберігання в Рейхсфільмархіві. У 1945 році, після окупації Берліна, Рейхсфільмархів опинився в зоні, контрольованій росіянами, і був відправлений до Москви в Держфільмофонд. Негатив повернувся у Францію в 1960-х, але понад 30 років пролежав непізнаним у сховищі синематеки Тулузи, оскільки ніхто не підозрював, що він зберігся. На початку 1990-х, коли почалося переміщення синематеки до Кіноархіву Франції, негатив нарешті ідентифікували. Фільм, відновлений з цього негативу компанією Rialto Pictures, вийшов на екрани в серпні 1999 року.

## Визнання
| Нагороди та номінації фільму «Велика ілюзія» | Нагороди та номінації фільму «Велика ілюзія» | Нагороди та номінації фільму «Велика ілюзія» | Нагороди та номінації фільму «Велика ілюзія» | Нагороди та номінації фільму «Велика ілюзія» | Нагороди та номінації фільму «Велика ілюзія» |
| Рік                                          | Кінофестиваль/кінопремія                     | Категорія/нагорода                           | Номінант                                     | Результат                                    |                                              |
| -------------------------------------------- | -------------------------------------------- | -------------------------------------------- | -------------------------------------------- | -------------------------------------------- | -------------------------------------------- |
| 1937                                         | Венеційський кінофестиваль                   | Кубок Муссоліні за найкращий іноземний фільм | Велика ілюзія                                | Номінація                                    |                                              |
| 1937                                         | Венеційський кінофестиваль                   | Найкращий художній внесок                    | Жан Ренуар                                   | Перемога                                     |                                              |
| 1938                                         | Національна рада кінокритиків США            | Найкращий іноземний фільм (Франція)          | Велика ілюзія                                | Перемога                                     |                                              |
| 1938                                         | Національна рада кінокритиків США            | ТОП іноземних фільмів                        | Велика ілюзія                                | Перемога                                     |                                              |
| 1939                                         | Премія «Оскар»                               | Найкращий фільм                              | Велика ілюзія                                | Номінація                                    |                                              |
| 1939                                         | Спільнота кінокритиків Нью-Йорка             | Найкращий фільм іноземною мовою              | Велика ілюзія                                | Перемога                                     |                                              |
| 2011                                         | Онлайн Асоціація кіно і телебачення          | Найкращий фільм                              | Велика ілюзія                                | Перемога                                     |                                              |